# Juan García Esquivel
Juan García Esquivel (Tampico, 20 de janeiro de 1918 — Jiutepec, Morelos 3 de janeiro de 2002). conhecido simplesmente por Esquivel!. foi um virtuoso pianista, arranjador, director de orquestra e compositor mexicano.

## Vida
Foi na Cidade do México, para onde se transferiu com a família em 1928, onde começou a demonstrar as suas qualidades. Sendo um compositor e músico autodidacta Esquivel cedo revelou o seu génio na estação de Rádio XEW tornando-se no princípios da década de 30 o líder da orquestra da estação.
Em 1940, Esquivel já tinha a sua própria orquestra composta por 22 músicos e 5 vocalistas.
Em 1957 a editora Norte-Americana RCA foi a responsável pela edição do seu primeiro álbum “To Love Again” nos E.U.A.. Seguiram-se muitos outras edições e êxitos discográficos. Destacam-se “Ohter Worlds, Other Sounds” (1958); “Four Corners of the World” (1958); “Infinity of Sound Vols 1&2” (1960 e 1961); “Latin-esque” (1962) e “The Genius of Esquivel!!” em 1968.
A partir de 1963 Esquivel iniciou uma nova vertente na sua carreira ao criar um exuberante espectáculo ao vivo conjugando música com efeitos de luzes, esbeltas vocalistas e  coreografias. Este espectáculo teve um grande sucesso em Las Vegas contando assiduamente com celebridades do mundo do espectáculo como Frank Sinatra na plateia.
Ao longo da carreira Esquivel também se dedicou a compor canções e bandas sonoras para televisão e cinema. Uma profícua colaboração com a Universal Studios fez com composições suas fossem incluídas em mais de 100 series e filmes desta produtora.
Após mais de 12 anos de espectáculos ao vivo com a sua banda, Esquivel regressou ao México onde compôs a música do programa infantil “Odisea Borbujas”.

## Discografia
- Las Tandas de Juan Garcia Esquivel (1956)
- Cabaret Tragico (1957)
- To Love Again (1957)
- Other Worlds Other Sounds (1958)
- Four Corners of the World (1958)
- Exploring New Sounds in Hi-Fi/Stereo (1958)
- The Ames Brothers: Hello Amigos (1959)
- Strings Aflame (1959)
- The Living Strings: In A Mellow Mood (1959)
- Infinity in Sound, Vol. 1 (1960)
- Infinity in Sound, Vol. 2 (1961)
- More of Other Worlds Other Sounds (1962)
- Latin-Esque (1962)
- The Genius of Esquivel (1967)
- 1968 Esquivel!! (1968)
- Burbujas (1979)
- Odisea Burbujas (1980)
- Vamos al Circo (1981)
- Merry Christmas from the Space-Age Bachelor Pad (1996)
- See it in Sound (1998)
- The Sights and Sounds of Esquivel (2005)